# Chetone isse
Chetone isse là một loài bướm đêm thuộc phân họ Arctiinae, họ Erebidae.